# Stazione di Berlino-Karow
La stazione di Berlino-Karow (in tedesco Berlin-Karow) è una stazione ferroviaria di Berlino, sita nel quartiere omonimo.
È posta sotto tutela monumentale (Denkmalschutz).

## Movimento
La stazione è servita dalla linea S 2 della S-Bahn. e dalla linea regionale RB 27

## Interscambi
- Fermata autobus